# Vol. 2 (album de Robert Charlebois)
Albums de Robert Charlebois
Vol. 1
(1965) Robert Charlebois
(1967)
Vol. 2 est le deuxième album de Robert Charlebois, sorti en 1966.

## Titres
| 1.    | Divertimento                                              | Guy Lessonini / Robert Charlebois      | 3:28 |
| 2.    | Chanson pour Mouffe                                       | Robert Charlebois                      | 2:28 |
| 3.    | Si vous voulez valser grand-mère                          | Robert Charlebois                      | 1:57 |
| 4.    | Le raseur                                                 | Robert Charlebois                      | 2:39 |
| 5.    | Des prunes pour Joe et Sam                                | Robert Charlebois / François Cousineau | 3:25 |
| 6.    | Les Ouaouarons                                            | Robert Charlebois                      | 2:50 |
| 7.    | Ta chambre                                                | Luc Granger / Robert Charlebois        | 3:14 |
| 8.    | Mais rappelle-toi Barbarella                              | Robert Charlebois                      | 2:48 |
| 9.    | La légende des corbeaux (inspiré d'une légende écossaise) | Raoul / Robert Charlebois              | 2:25 |
| 10.   | Le monument national                                      | Robert Charlebois                      | 2:16 |
| 27:30 |                                                           |                                        |      |